# Білятичі (зупинний пункт)
Біля́тичі (також 103 км) — залізничний пасажирський зупинний пункт Рівненської дирекції залізничних перевезень Львівської залізниці.
Розташований неподалік від села Білятичі Сарненського району Рівненської області на лінії Сарни — Удрицьк між станціями Сарни (16 км) та Дубровиця (8 км).
Станом на серпень 2019 року щодня три пари дизель-потягів прямують за напрямком Здолбунів/Сарни — Горинь/Удрицьк.